# Psephenops smithi
Psephenops smithi är en skalbaggsart som beskrevs av Antoine Henri Grouvelle 1898. Psephenops smithi ingår i släktet Psephenops och familjen Psephenidae.

## Underarter
Arten delas in i följande underarter:
- P. s. smithi
- P. s. guadeloupensis